# Шейко Микола Михайлович
Мико́ла Миха́йлович Шейко́ (24 травня 1938 — 9 вересня 2023, Москва) — радянський і російський режисер театру та кіно українського походження; завідувач літературної частини МХТ ім. Чехова. Заслужений діяч мистецтв Російської Федерації (1999).

## Біографія
Походить із театральної родини. Бабуся — українська театральна акторка Ганна Крижанівська-Галицька.
Народився 24 травня 1938 року у Харкові. 
У 1961 році — закінчив Харківський театральний інститут.
Сценічну діяльність почав у 1962 році в Київському театрі імені Івана Франка.
У 1963 році на Кіностудії імені Олександра Довженка зняв комедію «Рибки захотілось...» з Володимиром Дальським і Миколо Панасьєвим у головних ролях.
Працював режисером-постановником в Ризькому ТЮГу і в Ленінградському театрі драми імені Олександра Пушкіна. 
З 1972 по 1973 рік — головний режисер у Мінському республіканському театрі юного глядача.
З 1982 по 1987 рік — у Російському театрі Естонії у Таллінні.
З 1987 року живе в Москві.
Працював в театрі «Ермітаж» та Театрі імені Олександра Пушкіна.
У 1991 році в Паризькому театрі «Лю Сорнер» поставив «Зниклий сюжет» Леоніда Зоріна.
З 1992 року — режисер, завідувач літературною частиною МХАТу імені Антона Чехова.
У 1999 році отримав звання Заслужений діяч мистецтв Росії. У 2009 році — Орден Дружби.

## Театральні постановки
Київський театр імені Івана Франка:
- 1965 — «В степах України» (за комедією Олександра Корнійчука)

Ризький ТЮГ:
- 1965 — «На всякого мудреця досить простоти» (за комедією Олександра Островського)
- «Пригоди Буратіно» (за казкою Олексія Толстого)
- 1966 — «Звичайна історія» (за п'єсою Віктора Розова)

Ленінградський театр драми імені Олександра Пушкіна:
- «Пригоди Чичикова»

Мінський республіканський ТЮГ:
- 1966 — «Пригоди Буратіно» (за казкою Олексія Толстого)
- «Зелена пташка» (за ф'ябою Карло Ґоцці)
- 1972 — «З коханими не розлучайтеся» (за п'єсою Олександра Володіна)
- 1973 — «Нові пригоди Карлсона»
- 1997 — «Щасливі жебраки» (за ф'ябою Карло Ґоцці)
- 2006 — «Марні зусилля кохання» (за комедією Вільяма Шекспіра)

Московський театр «Ермітаж»:
- «Останні листи»

МХАТ імені Антона Чехова:
- «Блаженний острів» (за п'єсою Миколи Куліша)
- «Маскарад» (за драмою Михайла Лермонтова)
- «Сон в літню ніч» (за комедією Вільяма Шекспіра)
- «Венеційський антиквар» (за п'єсою Карло Ґольдоні)
- «Учитель словесності» (за твором Валерія Семенівського)

## Фільмографія
Режисер-постановник:
- 1963 — «Рибки захотілось...»
- 1976 — «Вечірнє світло» (фільм-спектакль)
- 1981 — «Вища міра» (фільм-спектакль)
- 1999 — «Щасливі жебраки» (біл. Шчаслівыя жабракі; фільм-спектакль)
- 2003 — «Учитель словесності» (фільм-спектакль)

Актор
- 2004 — «Довге прощання» (Сергій Леонідович, головний режисер театру)